# Ris Ras Filliongongong
Ris Ras Filliongongong er en café og bar i Mejlgade i Aarhus.
Ris Ras som stedet kaldes i daglig tale, er blandt andet kendt for sit store øludvalg af primært danske og belgiske specialøl. Stedet lagde i en årrække hus til oplæsninger m.v. arrangeret af Poetklub Århus.